# Cachartimalia
Cachartimalia (Stachyris roberti) är en fåtalig fågelart i familjen timalior som förekommer i ett litet område i nordöstra Indien österut till nordöstra Burma och södra Kina.

## Utseende och läten
Cachartimalian är en 18 cm lång timalia, likt nära släktingen sikkimtimalian med en unikt kilformad och spetsig näbb och en kort men bred, fint svartbandad stjärt. Den skiljer sig genom ett mycket tydligt mönster med vita, triangelformade fjäll på brunare undersida. Vidare har den brunaktig kind, saknar ögonbrynsstreck och har ljusgrå spetsar på manteln och tertialerna. Sången beskrivs i engelsk litteratur som ett klart, flöjtliknande "uu-wii-wu-yu".

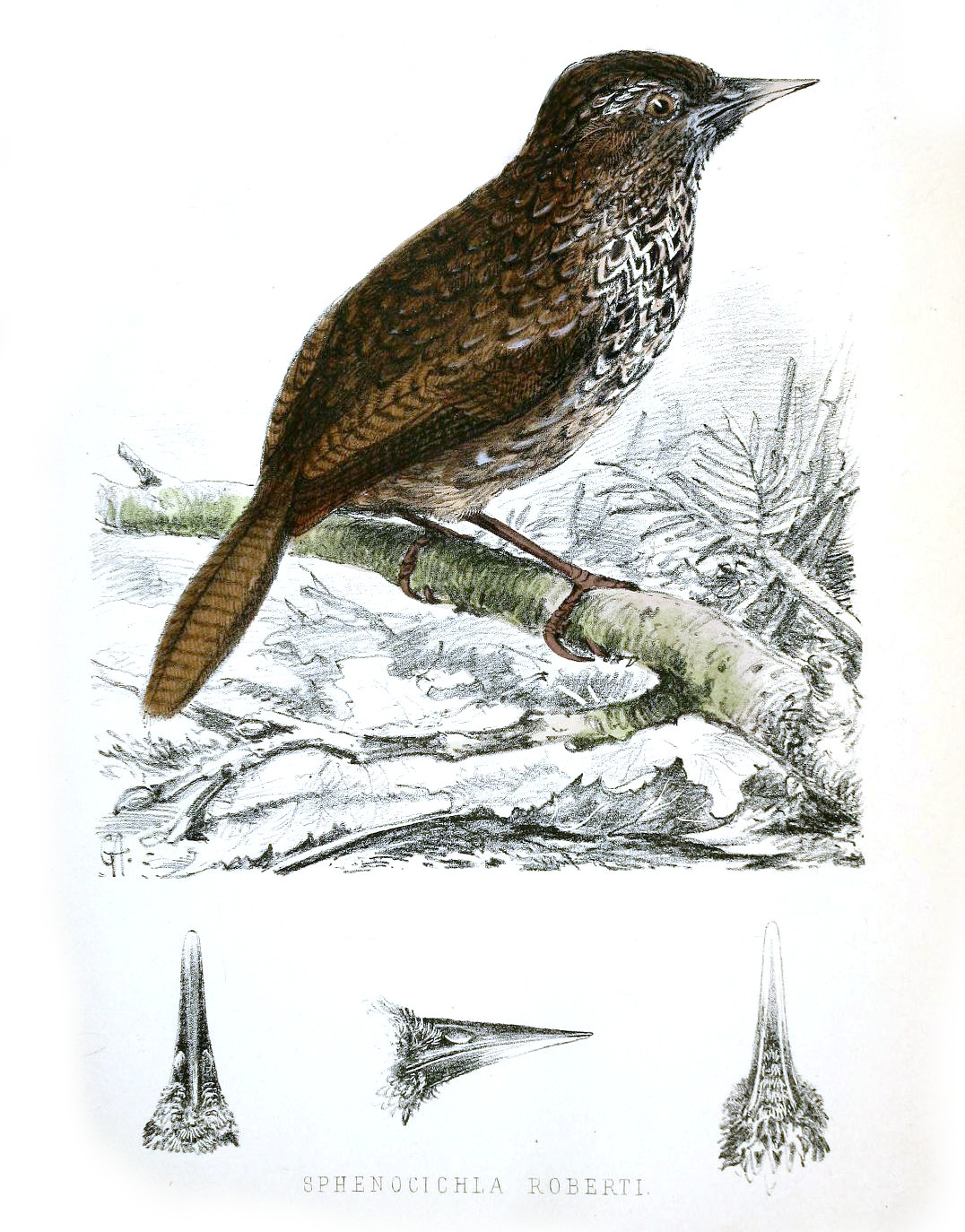

## Utbredning och systematik
Arten förekommer i bergsskogar från nordöstra Indien (Mishmi Hills i östra Arunachal Pradesh söderut till Assam, Nagaland och norra Manipur) via norra Myanmar till närliggande södra Kina (västra Yunnan). Den och sikkimtimalia behandlades tidigare som en och samma art, och placerades som ensam art i släktet Sphenocichla. DNA-studier visar dock att de är en del av släktet Stachyris.

## Levnadssätt
Cachartimalian hittas i städsegrön skog med stora träd och bambu intill tät djungel, på mellan 300 och 2010 meters höjd. Den ses i gruper om tio till 15 individer, födosökande både genom att klättra på stammar och grenar, men även i tät undervegetation intill rinnande vattendrag. Födan består av gråsuggor, trälevande skalbaggar och andra insekter.

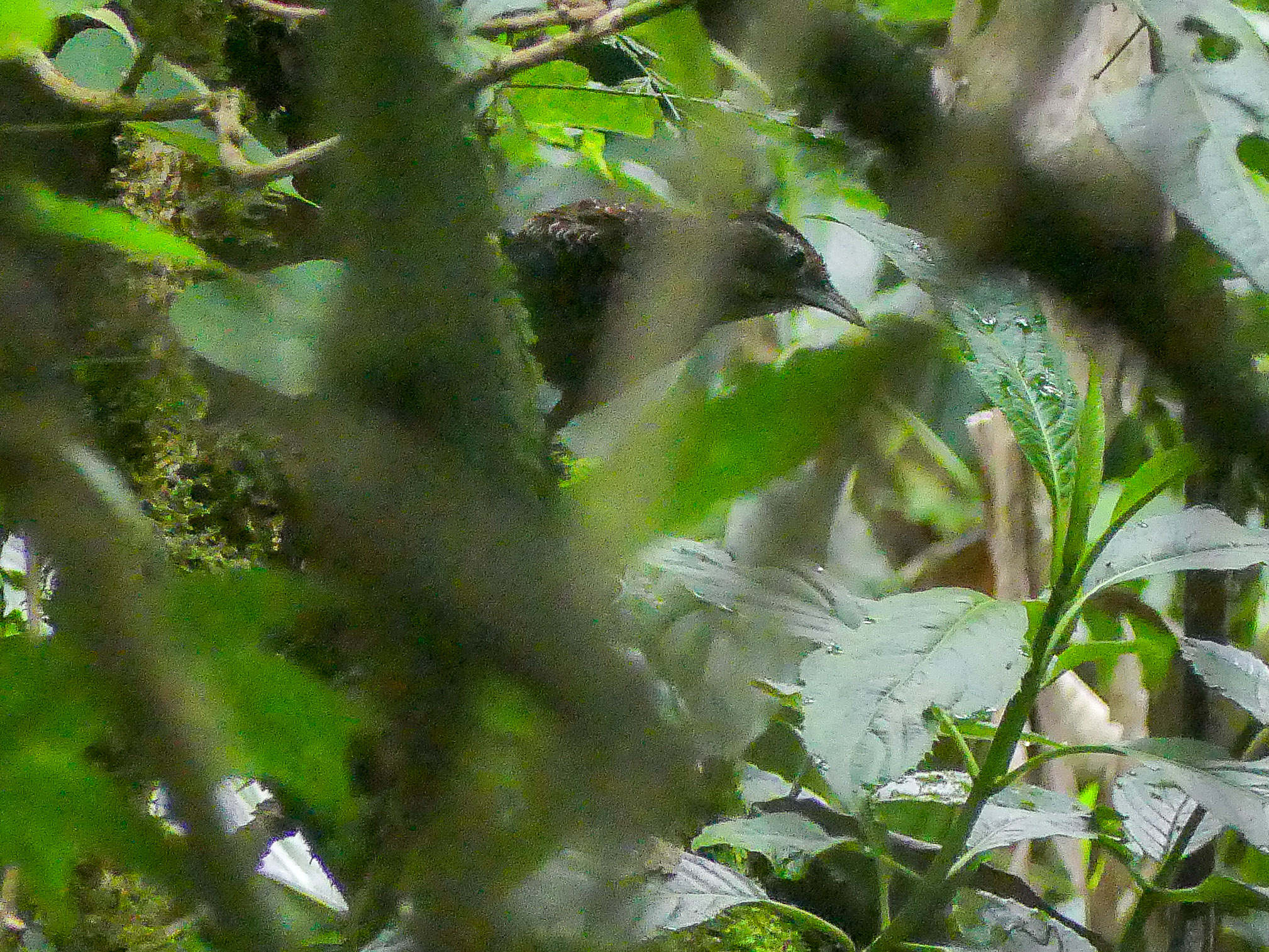

### Häckning
Arten häckar i maj–juni. Ett bo har beskrivits som en kudde av mossa ovanpå en hög med fint gräs och några smårötter inkilat bakom en lång flisa bark 6,5 meter upp i en ek. Den lägger fyra vita ägg.

## Status
Cachartimalian har en liten världspopulation på uppskattningsvis högst 10 000 individer. Den tros minska rätt kraftigt till följd av omvandling av dess levnadsmiljö för jordbruksändamål. Internationella naturvårdsunionen IUCN kategoriserar arten som nära hotad.

## Namn
Cachar är ett distrikt i den delstaten Assam i nordöstra Indien. Fågelns vetenskapliga artnamn hedrar Frederick William Robert, australiensisk bergsbestigare lantmätare verksam i Indian Survey Dept. 1875-1895.